# Культура

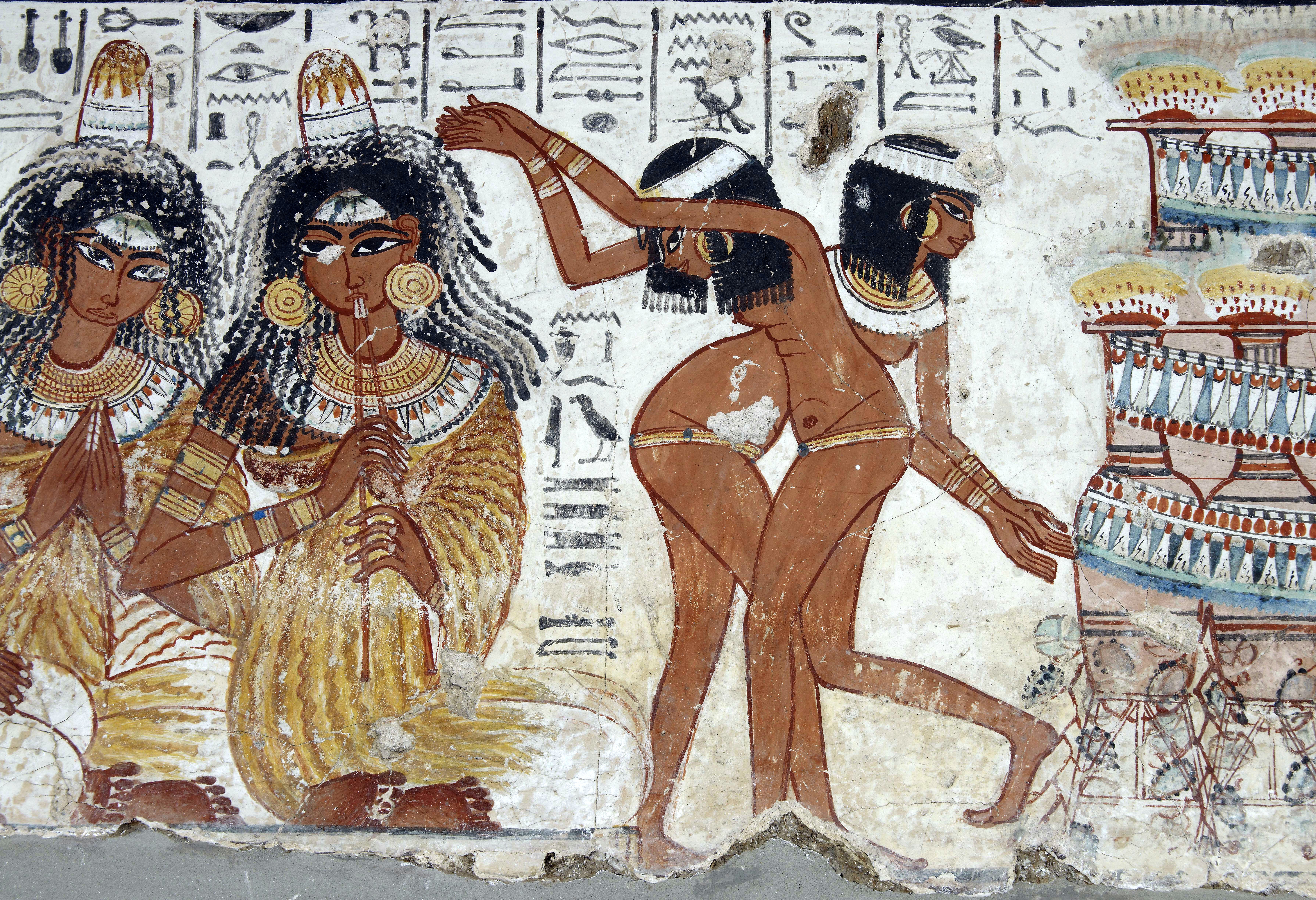
Давньоєгипетське мистецтво, 1400 р. до н. е.

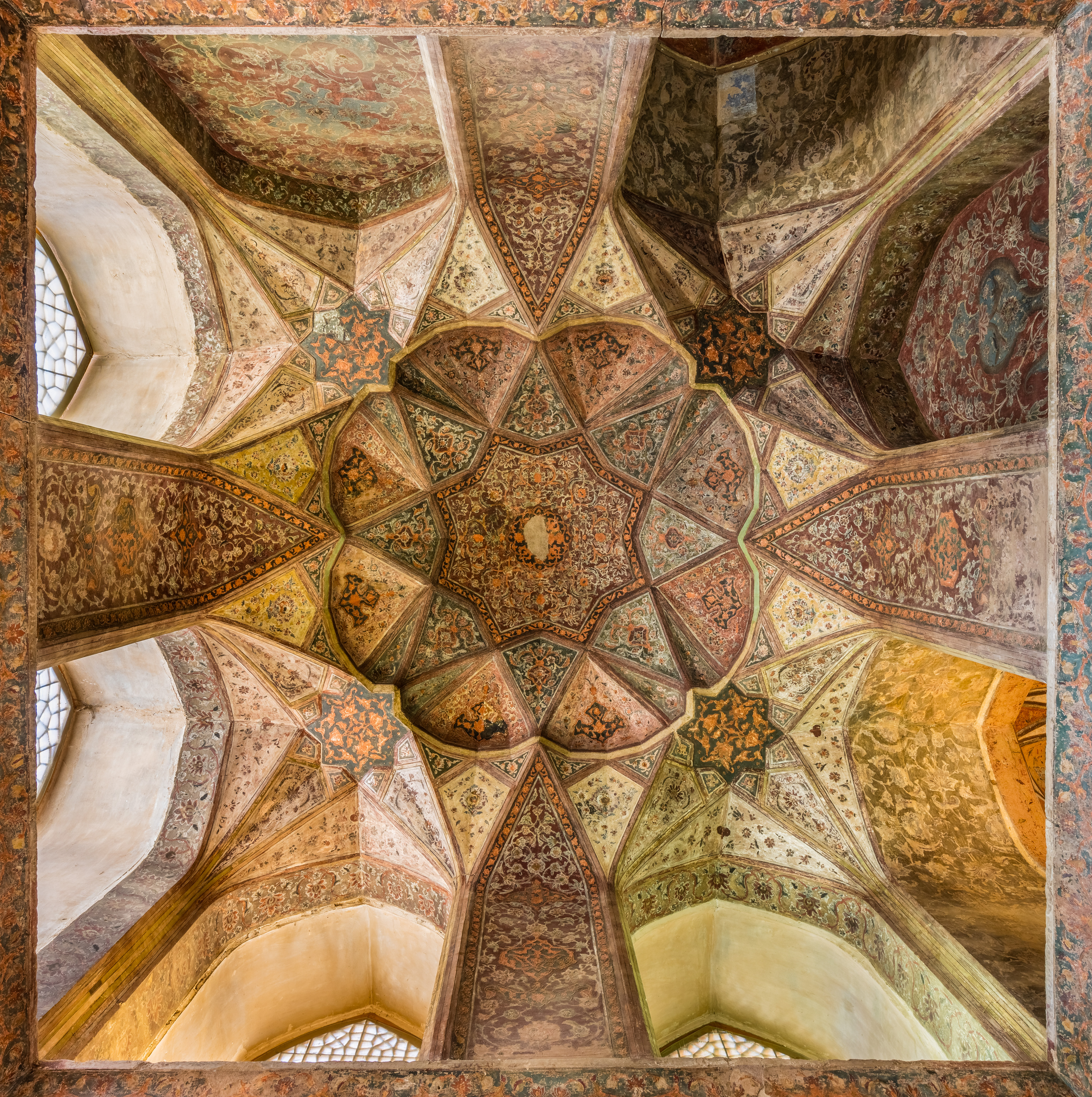
Перський палац Хаш Бехешт

Культу́ра (лат. cultura — «обробіток», «обробляти») — сукупність матеріальних і духовних цінностей, створених людством протягом його історії; історично набутий набір правил усередині соціуму для його збереження та гармонізації.
Культура є складною системою буття. У XX столітті вчені А. Кребер та К. Клакхон зробили спробу об'єднати досягнення культурологів усього світу й навели у своїй праці («англ. Culture: A Critical Review of Concepts and Definitions», 1952) 180 визначень терміна «культура». У 1983 р. на XVII Всесвітньому конгресі в Торонто, присвяченому проблемі «Філософія й культура», було наведено вже кілька сотень визначень цього поняття.
Поняття культура об'єднує в собі науку (включно з технологією) і освіту, мистецтво (літературу та інші галузі), мораль, уклад життя та світогляд. Культура вивчається комплексом гуманітарних наук, насамперед культурологією, етнографією, культурною антропологією, соціологією, психологією, історією.
Людвіг фон Мізес один з основоположників Австрійської школи економіки писав "вищий рівень життя також призводить до вищого рівня культури і цивілізації" .

## Походження поняття, сутність культури

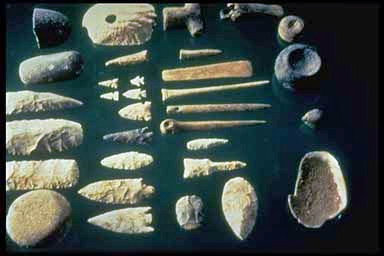
Давні знаряддя праці

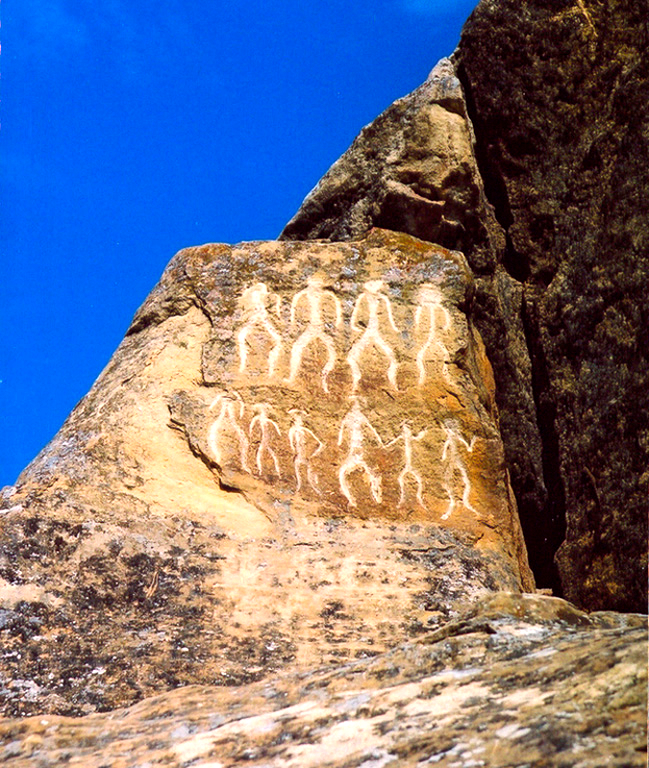
Петрогліфи в Гобустані, Азербайджан, 10 000 до н. е.

Людина почала відокремлювати себе від довкілля вже на початку свого існування. Першими свідченнями цього процесу є примітивні малюнки на стінах печер, на ранньому етапі наші пращури просто лишали відбитки своїх рук або малювали пальцями «хвилі», що, ймовірно, вже свідчить про бажання змінити навколишній світ за допомогою власних творчих сил.
Слово «культура» — латинського походження, яке буквально означало обробку, догляд, поліпшення (colo, colere — обробіток, займатися землеробством). У класичній давнині воно вперше було зафіксоване в праці Марка Порція Катона Старшого «De agri cultura» (ІІІ ст. до н. е.), присвяченій турботам землевласника, який обробляв землю з використанням рабської праці. Турботи відповідали духові часу: автор рекомендував утримувати рабів надголодь, завантажувати їх роботою без міри, щоб втримати від крадіжки і легковажних занять. Господареві наказувалося бути скупим і обачним, не впадати в надмірності і нікому не довіряти. При цьому стосовно землі Катон писав не просто про технічну обробку ділянки, а й специфічне, духовне ставлення до неї.
Набагато ближче до нашого розуміння культури те, що думали про землеробство римські вчені Варрон, Колумелла (І ст. до н. е.). Вони пропонували такі способи організації сільського господарства, які підвищили б продуктивність праці, зацікавленість рабів.
Римський оратор і публіцист Марк Тулій Цицерон, говорячи про оброблення, мав на увазі не землю, а духовність, виховання, розвиток розумових здібностей. У одному зі своїх листів він говорить про «культуру духу», тобто про розвиток розумових здібностей, що є гідним завданням для вільної людини і дається завдяки заняттям філософією.
У середньовічній Європі слово «культура» вживалося в словосполученнях і означало ступінь майстерності в якій-небудь галузі, придбання розумових навичок (наприклад, cultura juris — вироблення правил поведінки, cultura scientiae — засвоєння науки, cultura literarum — вдосконалення письма).
До XVIII ст., згідно з висновками лінгвістів слово «культура» стало окремою, самостійною лексичною одиницею, означаючи обізнаність, освіченість, вихованість — все те, що і зараз ототожнюють з культурністю. Як його синонім, використовувалося також поняття «цивілізація». За останні три сторіччя латинське слово увійшло у всі європейські мови, набуло універсального значення, перетворилося на філософське поняття і стало об'єктом наукових досліджень.
Слово почало вживатися в сучасному розумінні (як результати діяльності суспільної людини) в працях німецького юриста й історіографа С. Пуфендорфа (1632—1694). Тоді ж культура стала розумітися як надприродне, як протистояння людини дикій природній стихії.
Сутність — те, що явище або предмет є саме по собі, на відміну від його мінливих станів або інших явищ та предметів. Існує релігійний та світський підхід до пояснення суті культури.
Етапи наукового визначення сутності культури збігаються з етапами становлення культурології як науки:
1). Античність — XVIII ст. — зародження культурологічного знання, культура не осмислювалася як окрема цілісна система. До проблем культури звертаються філософи, історики;
2). XVIII—XIX ст. — культура як цілісне явище стає предметом дослідження філософії та етнографії;
3). Середина XIX століття — культурологія (культурна антропологія) формується як окрема сфера знання, що досліджує сутність культури та процеси її існування
Сутність кожної конкретної культури розкривається в її явищах (артефактах).
Сутністю культури як фундаментальної категорії є результати людської діяльності та сама діяльність.

## Визначення
Культурні процеси і явища відрізняються складністю і багатоплановістю. Тому у сучасній науці нараховується декілька сотень визначень культури. Деякі з них широко відомі: культура — це сукупність досягнень людства; все багатство матеріальних і духовних цінностей; це інтегральний образ, що об'єднує науку, освіту, літературу, мистецтво, мораль, уклад життя при визначальній ролі світогляду. У таких визначеннях міститься вказівка і перелік елементів культури.

### Типологія визначень
В праці А. Кребера та К. Клакхона, що зібрали 180 визначень поняття культури, розрізняються 6 їх типів:
- Описовий

До цього типу віднесені класичні етнологічні визначення, найвідомішим з яких є визначення Едварда Тейлора:

| «Культура, або цивілізація, є складним цілим, що містить у собі знання, вірування, мистецтво, моральність, право, звичаї, вміння та навички, набуті людьми як членами суспільства.» |
Характерним є трактування понять «культура» i «цивілізація» як синонімічних. Інші дослідники, що вивчали культуру (особливо археологи, етнографи та Культурні антропологи) посилались на це визначення культури або модифікували його. Наприклад, Рут Бенедикт визначила культуру як «складне ціле, що включає навички, набуті людиною як членом суспільства.»
До цього ж типу віднесено визначення антрополога Броніслава Маліновського:

| «Культура є інтегральною цілістю, що складається з інструментів і товарів споживання, творчих принципів різних соціальних груп, людських ідей і навичок, вірувань і звичаїв.» |
- Історичний

Визначення, включені до цієї категорії, спираються на фактор традиції як механізму передачі культурної спадщини. Цей тип добре ілюструє визначення Стефана Чарновського:

| «Культура є колективним благом і колективним доробком, продуктом творчих і перетворювальних зусиль незліченних поколінь (…) Культурою є сукупність елементів суспільного доробку, спільних для ряду груп і завдяки своїй об'єктивності, здатних поширюватися у просторі.» |
- Нормативний

Нормативні визначення акцентують підпорядкування людей нормам, цінностям і моделям поведінки.
Цьому типу культури відповідає визначення Альфред Кребер та Парсонса:

| «Культура — це передані та створені сутності й моделі цінностей, ідей і інших символічно значимих систем, які є чинниками, що формують людську поведінку, а також продукти такої поведінки.» |
В цьому ж дусі визначає культуру вже Ральф Лінтон:

| «Культура — це сукупність засвоєних форм поведінки і її результатів, елементи яких є загальними і передаваними між членами даного суспільства» |
- Психологічний

Психологічні визначення акцентують увагу на психічних механізмах формування культури, акцентується увага на навчанні і наслідуванні при засвоєнні культури. Визначення цього типу сформулювали Станіслав Оссовський:

| «Культура є певною сукупністю психічних установ, що передаються в рамках даної спільноти через суспільний контакт і залежних від системи міжлюдських стосунків.» |
Г. Рогайм:

| «Під культурою ми будемо мати на увазі сукупність усіх сублімацій, усіх підстановок або результуючих реакцій, зрештою, все в суспільстві, що пригнічує імпульси або створює можливість їх спотвореної реалізації» |
- Структурний

Зібрані до цієї групи визначення акцентують увагу на структуру тієї чи іншої конкретної культури, і, відповідно, її засадничими елементами і їх внутрішніми зв'язками.
Вирізняють чотири категорії культури:
- матеріально-технічні,
- суспільні,
- ідеологічні,
- психічні (почуття і відносини).

- Генетичний

Зібрані до цієї групи визначення акцентують увагу на походженні культури.
П. Сорокін: 
| У найширшому сенсі слово "культура" означає сукупність усього, що створене або модифіковане свідомою чи несвідомою діяльністю двох і більше індивідів, які взаємодіють або впливають на поведінку один одного. |
Найлаконічніше визначення культури дав філософ В. Оствальд:

| Те, що відрізняє людину від тварин, ми називаємо культурою |.

### В українських джерелах
В українських енциклопедичних джерелах культура визначається переважно як сукупність матеріальних і духовних надбань людства:
Українська радянська енциклопедія (1974—1985) визначає культуру як 
| сукупність практичних, матеріальних і духовних надбань суспільства, які відображають історично досягнутий рівень розвитку суспільства і людини й втілюються в результатах продуктивної діяльності[4] |
Короткий енциклопедичний словник з культури (2003) подає дещо ширше визначення культури, розглядаючи її як 
| сукупність матеріальних і духовних надбань, комплекс характерних інтелектуальних і емоційних рис суспільства, що охоплює не лише різні мистецтва, але й спосіб життя, основні правила людського буття, системи цінностей, традицій і вірування.[5] |
Універсальний словник-енциклопедія визначає культуру як 
| сукупність матеріального і духовного надбання людства, нагромадженого, закріпленого і збагаченого упродовж історії, яке передається від покоління до покоління[6] |.
В посібниках з культурології зустрічаються і більш соціально-орієнтовані визначення, наприклад:
| Культура – це сфера духовної, ціннісної, комунікативної організації суспільства, яка визначає норми поведінки, мислення, почуттів різних верств населення і націй в цілому (Гуревич, 1991; Парахонський, 1995).[7] |
| Культура - поняття, яке означає певний історичний рівень розвитку суспільства, творчих сил і здібностей людини, втілений у типах і формах організації життя і діяльності людей, а також в цінностях, які створюються ними[8][9]. |

## Історія розвитку культурологічної думки
Становлення культурологічної думки почалося у стародавньому світі, її розвиток мав свої особливості у Середньовіччя та Новий час.

### Стародавній світ
У давнину для людини реальне життя не було чимось відмінним від міфологічного світу. Стародавні релігії були політеїстичними. Люди спілкувалися з богами так само, як один з одним. Міфологічне мислення як форма колективної свідомості становить величезний пласт культури, є культурною реальністю і, одночасно, містить уявлення про культуру у стародавніх. У цьому випадку сприйняття культури передбачало поклоніння, шанування, культ.
Давньогрецькі філософи Платон, Протагор, Полібій і китайський філософ Сима Цянь вважали культуру частиною божественної природи і її виявом. Подібно будь-якій живій істоті, культура народжується, живе і вмирає, а етапи її розвитку нагадують зміну пори року. Традицію такого розуміння культури пізніше збережуть деякі арабські вчені. Так, історик і філософ Ібн-Халдун стверджував, що повний цикл розвитку культури відбувається протягом 120 років, після чого стара культура буває «переможеною» іншою, сильнішою культурою (частіше за все — культурою кочовиків). Цей напрямок отримав назву «культурного натуралізму». Для нього характерні: перенесення рис природи на культуру, обожнювання культури у всіх її виявах, в тому числі у формі державної влади, ідея циклічності розвитку культури.
Відчуваючи світобудову як вищу гармонію, давні греки прагнули створити фрагмент досконалості на землі. Живим втіленням їх уявлень про гармонію, культурним зразком був поліс — місто-держава, яка формує людину культури. Так, Аристотель розробляв ідею культурної людини як зразкового громадянина. Тобто, в цілому розуміння культури мало гуманістичний характер.

### Середньовіччя та Відродження
В середньовічній Європі утверджується християнство — монотеїстична релігія. Воно об'єднало у собі і світогляд, і філософію, і етику, і правові норми, підпорядкувало собі науку, освіту, мистецтво. Відповідно проблеми культури висвітлювалися у працях філософів-богословів. Для Августина Блаженного «без віри немає знання, немає істини». Світова історія за Августином Блаженним є результатом божественного визначення. «Гріховному» світському граду він протиставляє «град божий», утверджуючи, таким чином, пріоритет церкви.
Спробу поєднати арістотелізм і християнство здійснить знаменитий католицький богослов Фома Аквінський. Основний принцип його філософії — гармонія віри і розуму, оскільки розум здатний раціонально довести існування Бога і розбити заперечення проти істин віри. В розробленій ним системі сполучилися, не змішуючись, філософія і теологія, держава і церква, громадянська і християнська доброчесність.
Епоха Відродження утверджує гуманістичний ідеал. Культура уявляється мислителям Відродження результатом вільної творчої діяльності людини. Свобода і творчість як принципи людського співжиття протиставляються середньовічній ієрархії, підлеглості церкві. Дж. Манетті пише трактат «Про гідність і довершеність людини», спрямований проти Папи Іннокентія III, Джованні Піко делла Мірандола створює «Промову про гідність людини». Вільна творчість і гідна поведінка стають обов'язковим змістом морально-етичних міркувань і концепцій епохи.

### Просвітництво
Принципово по-новому культурний досвід минулого і сучасності, причини виникнення і шляхи розвитку культури переосмислюються у XVIII ст. Просвітництвом. Епоха прагне до цілісного сприйняття культури людства, розуміючи її як продукт діяльності людського розуму. У ряді праць поняття «культура» і «природа» протиставляються. Так, Жан-Жак Руссо вважає природу продуктом довершеного божественного розуму, а культуру — недосконалого людського розуму, негативно ставиться до культурного прогресу. Усуненню опозиції «культура»-«природа», пошуку шляхів їх гармонічного поєднання присвячені роботи Іммануїла Канта (1724—1804). За Кантом причиною виникнення культури є суспільна сутність людини. Філософ виділяє дві реальності: світ природи (тваринного начала, зла, жорстокості) і світ свободи (людини, культури, моралі). Перетинаються і примирюються два протилежних начала в уявленнях про прекрасне й у творенні прекрасного, що власне і є метою культурної діяльності. В етиці Кант вводить категоричний імператив, тобто обов'язкове і безумовне моральне правило, всезагальний закон поведінки, який долає і виключає будь-яке зло.
До другої половини XVIII ст. належить діяльність німецького філософа й історика Й. Г. Гердера. Для Гердера культура є наслідком здатності людини до творчої і розумової діяльності, яка знаходить вираз у мові, науці, ремеслі, мистецтві, державі, релігії, сім'ї. Гердер вперше визначив культуру як необхідну і невід'ємну реальність людського суспільства, стверджуючи, що некультурних народів взагалі не існує. Є більш культурні і менш культурні народи. Рівень культури філософ пов'язує з прогресом освіти. У роботі «Про походження мови» (1772 р.) Гердер пов'язує появу мови з фізіологічно закладеною в людині здібністю до мислення, у розвитку мови вбачає прогрес культури. Він одним з перших зацікавився вивченням національних культур як форм існування світової. Гердер виділив етапи, через які проходить національне відродження: I — вивчення історії, етнографії, II — формування національної літературної мови, III — виникнення національних політичних організацій, боротьба за незалежність.
Остаточно опозиція «природи» і «культури» знімається в філософії Георга Фрідріха Вільгельма Гегеля, (1770—1831), для якого «культура є… звільнення і робота вищого звільнення», що розуміється як поетапний рух від природної безпосередності до вищої духовності. Історія людства за Гегелем — це сходи вгору, по яких людина, звільнюючись, підіймається шляхом пізнання абсолютного духу. Гегель зводить культуру до духовного розвитку людства, розуміючи творчість як діалектичне сходження духу.

### Російська та українська філософія

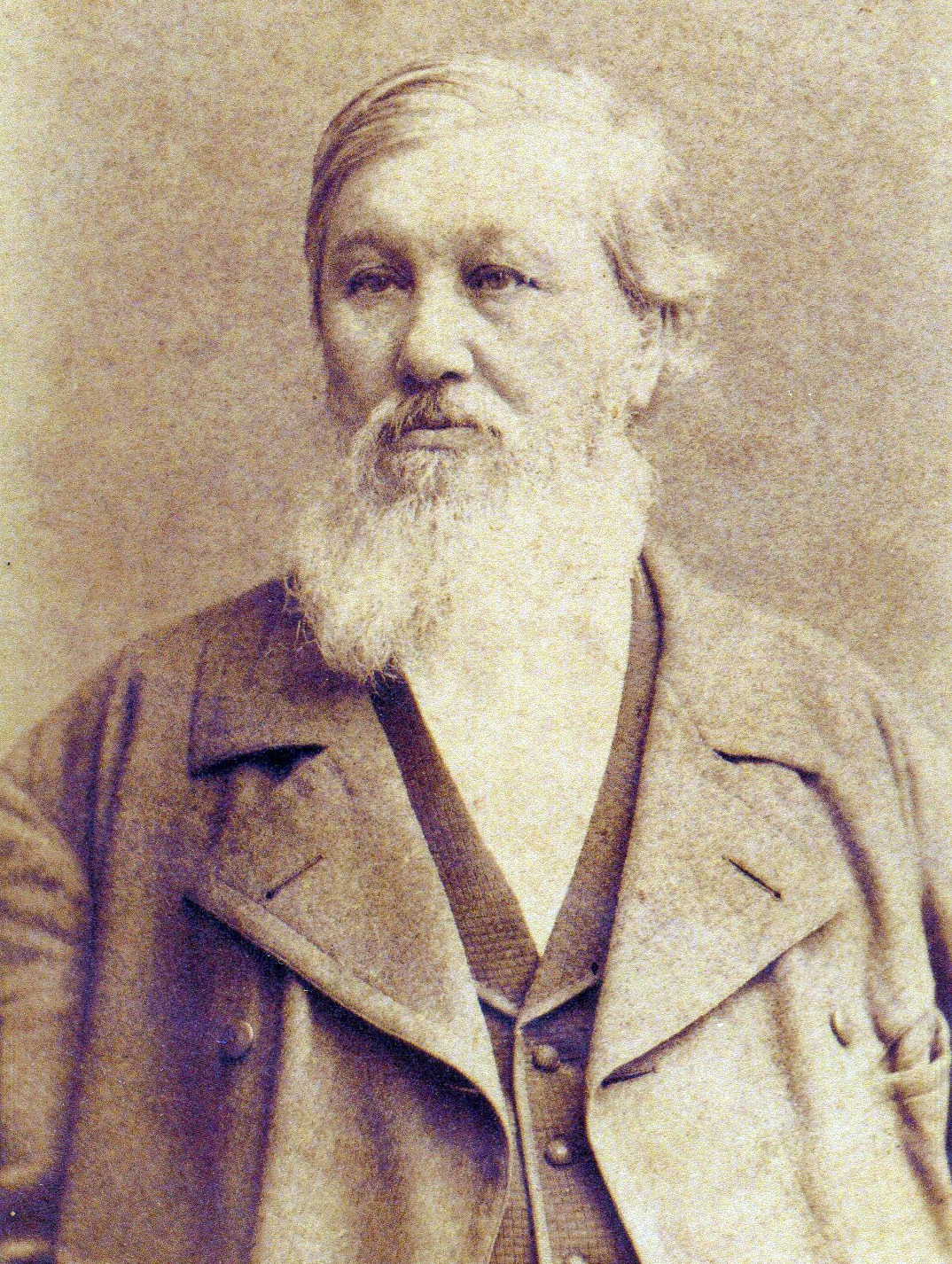
Микола Данилевський, перший російський дослідник культури

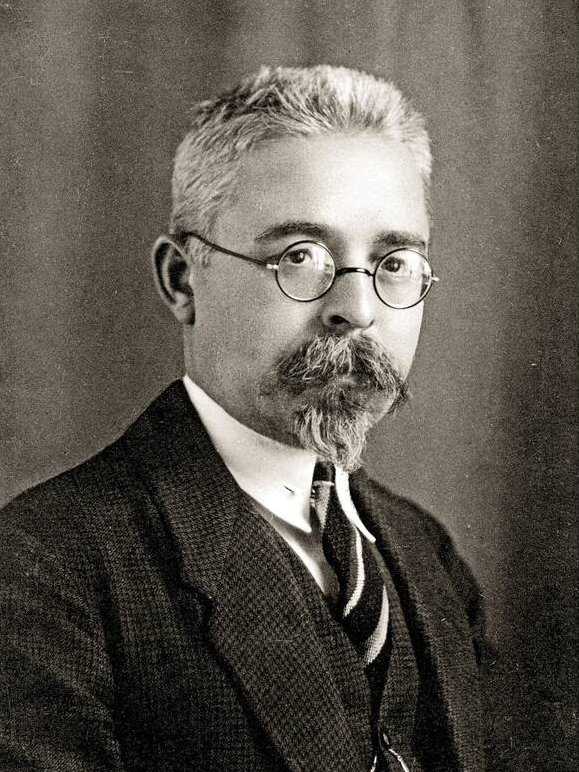
Іван Огієнко, один з перших авторів, що обґрунтував самобутність української культури

В першій половині XIX ст. з'явилися роботи російського вченого М. Я. Данилевського. У книзі «Росія і Європа» він висунув концепцію «замкненого (локального) розвитку культур». Кожний народ, за Данилевським, створює специфічну систему цінностей. Вироблена ним культура слабко контактує з іншими культурами, протидіючи проникненню в її «тіло» чужорідних елементів. Данилевський створив «систему типів» людства. Він писав, що є народи, віддані ідеї державності, а є такі, яким вона чужа. Є люди, які сповідують ідеали лицарства, честі, а є їх антиподи — хитрі обманщики, безпринципні торгаші. Народи Сходу створили вишукану, але малорухому, споглядальну культуру, яка з покоління в покоління відтворює саму себе. На Заході була створена динамічна, утилітарно-практична культура, спрямована на перетворення природи і суспільства.
Ідеї Данилевського згодом сильно вплинули на культурологію XX ст. Виникнення української культурологічної думки пов'язане з діяльністю Кирило-Мефодіївського братства. У Статуті Братства, у відозвах «До братів українців», «До братів росіян», «До братів поляків», в творах його фундаторів — М. Костомарова («Думки про історію Малоросії», «Дві руські народності»), П. Куліша («Повість про український народ») — відстоюються ідеї культурної самобутності слов'янських народів, їх права на вільний розвиток, гарантований вільним федеративним союзом слов'янських республік. Значний внесок в розвиток культурологічної думки зробив М. Драгоманов (1841—1895 рр.). З позицій порівняльно-історичної методології М. Драгоманов виступав проти хуторянського етнографізму, висував ідеї вільного розвитку народної культури у національну культуру, просякнуту загальнолюдськими цінностями.
Цілісну концепцію історії української культури висунув М. Грушевський (1866—1934 рр.). Вона базувалася на тезах самобутності і самостійності української культури. Одним з перших він піддав сумніву і критиці теорію єдиної монолітної культури Київської Русі, доводив існування різних етноплемен ще за епохи трипільської культури. Не протиставляючи українську і російську культури, він все ж вважав першу більш близькою до європейської культури.
Найґрунтовніше самобутність та самодостатність української культури була подана Іваном Огієнком в книзі «Українська культура» (1918), разом із викриванням міфу про двоєдність української та російської культур. У брошурі «Наука про рідномовні обов´язки» (1935) І. Огієнко приймає за головну ознаку культурної ідентичності мову, підкреслює роль формування єдиної для народу літературної мови, яку Огієнко вважав за «головний двигун розвитку духової культури народу». І. Огієнко заклав закріплений пізніше в українських енциклопедичних виданнях поділ культури на матеріальну і духовну, при цьому важливіша роль відводилася саме духовній, до якої відносив розвиток науки, віри, переконань, звичаїв, етики тощо.

## Функції культури
Культура як суспільно-історичне явище характеризується поліфункціональністю. Серед її функцій виділяються пізнавальна, інформативна, комунікативна, регулятивна, аксіологічна, світоглядна, а також виховна.
- Пізнавальна функція культури фіксує досягнення людства в кожну суспільно-історичну епоху[12], завдяки ній соціальні спільноти пізнають самі себе, свої суспільні потреби та інтереси, свої особливості й місце у світовій історії, формують своє ставлення до інших суспільних систем[11].
- Інформативна функція виконує передачу, трансляцію нагромадженого соціального досвіду як за «вертикаллю» (від попередніх поколінь до нових), так і за «горизонталлю» — обмін духовними цінностями між народами[11].
- Комунікативна функція полягає в передаванні історичного досвіду поколінь через механізм культурної спадкоємності та формуванні на цій підставі різноманітних способів і типів спілкування між людьми. Ця функція виконує роль збирача етнічних сил та фундатора народності й нації, забезпечуючи живий зв´язок поколінь та закладаючи фундамент для становлення і зростання духовного потенціалу кожної нації[12].
- Регулятивна функція реалізується з допомогою певних норм, засвоєння яких необхідне кожному для успішної адаптації в суспільстві. Норми у формі звичаїв, традицій, обрядів, ритуалів слугують засобами пристосування цінностей до вимог життя в певному історичному вимірі[12].
- Аксіологічна функція полягає у формуванні у людини певних ціннісних орієнтирів, моральних установок, культурних смаків людини. Вона виражає якісний стан культури.[11].
- Світоглядна функція культури виявляється в тому, що вона синтезує в цілісну і завершену форму систему чинників духовного світу особи — пізнавальних, емоційно-чуттєвих, оцінних, вольових. Формування світогляду, через який вона включається в різні сфери соціокультурної регуляції є основним методом культурного впливу на людину[12].
- Виховна функція виражається в тому, що культура не лише пристосовує людину до природного та соціального середовища, сприяє її соціалізації, але й виступає ще й фактором саморозвитку людства. Засвоївши попередній досвід, людство не припиняє саморозвитку, а репродукує культуру, ставить перед собою нові життєві цілі для задоволення матеріальних і духовних потреб[12].
- Емоційно-естетична функція допомагає сприймати й розуміти людині навколишнє середовище, переживати емоції, надихати на перетворювальну діяльність, творчу активність[13].
- Діагностична та прогностична функція дозволяють надати оцінку тому, що відбувається в суспільстві, своєчасно відреагувати на зміни й процеси, а також передбачити подальший розвиток подій і перспективи майбутнього[13].

## Структура культури
Багатоплановість культури обумовлює складність її структури. Розділ культурології, що досліджує внутрішню структуру та організаційно-функціональну будову культури називається морфологією культури.

### Форми культури
В залежності від форм культуротворчої діяльності людини, розрізняють матеріальну та духовну культури, а в сучасних джерелах, через недостатність такого поділу, розглядають також соціальну і фізичну культури.

#### Матеріальна культура
Матеріальна культура — перетворення природних матеріалів і енергії відповідно до людських цілей, створення штучного середовища проживання. Сюди включається також необхідний і достатній набір технологій для збереження і розвитку цього середовища. Матеріальна культура створює і задає рівень життя суспільства, формує матеріальні запити людей і пропонує засоби їх задоволення.
Матеріальна культура містить такі елементи, як породи тварин і сорти рослин, ґрунти і природні речовини (ресурси), які зазнали обробки. До матеріальної культури входять також: будівлі і споруди, інструменти та обладнання для будь-яких видів діяльності, шляхи сполучення і засоби транспорту, зв'язок і засоби зв'язку, технології.

#### Духовна культура
До неї відносять продукти духовної діяльності людини, які існують переважно в ідеальному вигляді: поняття, уявлення, вірування, почуття і переживання, доступні свідомості і розумінню всіх людей. Духовна культура створює особливий світ цінностей, формує і задовольняє наші інтелектуальні та емоційні потреби. Духовна культура — це продукт суспільного розвитку, її основне призначення полягає у продукуванні свідомості.
Завдяки закріпленню в знаках, символах, організаційних формах, комп'ютерній техніці, духовна культура стає відносно самостійною від свого творця, людини. У ній об'єктивуються і виділяються особливі сфери духовної творчості. Духовне і духовно-практичне освоєння всієї реальності оформлюється в філософії, мистецтві, різноманітних науках. Духовно-практичне освоєння (включаючи регулювання) суспільного життя здійснюється в політиці, праві, моралі. Універсальні духовні функції, як світоглядні, так і нормативно-регулятивні, виконують міф і релігія. У майбутньому, можливо, відбудуться революційні зміни духовної культури у зв'язку з розвитком екологічної свідомості і освоєнням космосу.
Український вчений О. М. Костенко сформулював так звану натуралістичну концепцію «культури людини»: «Культура людини — це міра узгодженості волі і свідомості людини із законами Матері-Природи» (Костенко О. М. Культура і закон — у протидії злу. — Київ: Атіка.- 2008. — 352 с.). Виходячи з принципу соціального натуралізму (що лежить в основі його «теорії трьох природ»), він вважає, що спеціальним видом культури людини є «соціальна культура людини» як міра узгодженості волі і свідомості людини із природними законами, за якими існує життя людей у суспільстві. Різновидами соціальної культури людини є політична культура людини, економічна культура людини, правова культура людини, моральна культура людини, релігійна культура людини тощо.

#### Соціальна культура
Соціальна культура — це ставлення людей один до одного, системи статусів і соціальних інститутів. Соціальна поведінка і артефакти (соціальна і матеріальна культура) трактуються як об'єктивовані продукти ідеальних нормативних систем і систем знань різного роду, що складають духовну культуру. Виділення соціальної культури дозволяє з'єднати матеріальну і духовну культури, ввести артефакти в контекст досліджень у соціальних науках.

#### Фізична культура
Фізична культура — перетворення біологічного начала в самій людині; формування соціально необхідних навичок, умінь і якостей людського тіла.
В основі фізичної культури лежить домашня фізична підготовка, що включає розвиток координації рухів всього тіла дитини (формування макро-дій) і артикуляційного апарату (мікро-рухи щелепно-лицевих м'язів, органів дихання і травлення). Інакше кажучи, це вирішення такого відповідального завдання, як навчання мови, прямоходінню, переміщенню предметів, гігієнічним правилам, культивування відмінностей у поведінці за статевими або віковими ознаками.
На цьому фундаменті надбудовуються всі подальші, складніші або спеціалізовані, фізичні навички і координовані рухи, на зразок балетного танцю, рухів рук хірурга або фокусника. Щоб усьому цьому навчитися, необхідні не стільки відповідні фізичні дані, скільки багаті культурні традиції і вихована в людині здібність до вдосконалення відповідно до тих або інших професійних завдань.

### Види культури
Крім основних форм культури виділяють також різні її види. Серед безлічі класифікацій можна зупинитися на тій, яка спирається на поняття суб'єкта-носія культури, як найбільш узагальненої і універсальної. Застосовуючи все, що ми вже знаємо про це поняття, отримуємо такий розподіл видів культури:
- культура суспільства,
- культура колективу (організації),
- культура особистості,
- інформаційна культура,
- професійна культура,
- культура здоров'я.

Жоден з видів культури не зводиться до двох інших ані в сумі, ані кожен зокрема.
І потрібно зазначити, що будь-яка класифікація форм і видів культури, певною мірою, відносна, і в реальній діяльності вони переплітаються, взаємопов'язані між собою. Складність соціокультурної реальності обумовлюється також історичною мінливістю (варіативністю) всіх її істотних характеристик. Тому теоретичні поняття суб'єкта, видів і форм культури потребують подальшого тлумачення за допомогою конкретного історичного матеріалу.

#### Культура суспільства
Так, культура суспільства — це об'єктивна цілісність культурної творчості, структура і закономірності якої не залежать від діяльності окремих колективів або особистостей, первинних по відношенню до них.

#### Культура колективу
Складається як результат накопичення досвіду, традицій спільної діяльності групи людей, об'єднаної однією метою.

#### Культура особистості
Визначається не тільки мірою засвоєння суспільної і колективної культури, але і суб'єктивністю, унікальним характером кожного конкретного «Я».

### Інформаційна культура
Інформаційна культура характеризує її з точки зору інформації, що кумулюється, обробляється і транслюється в її рамках. Її основою є знання про інформаційне середовище, закони його функціонування, уміння орієнтуватися в інформаційних потоках, ефективної життєдіяльності в інформаційному суспільстві.

### Професійна культура
Різновид загальної культури, особистісне утворення, яке відображає ступень оволодіння фахівцем теоретичних знань і практичних умінь, рівень сформованості професійно важливих якостей що забезпечує високу ефективність діяльності підприємств.

### Культура здоров'я
Різновид загальної культури людини, який визначає формування, збереження та зміцнення її здоров'я. Культура здоров'я є усвідомлений вибір особистості для забезпечення здорового способу життя. Дослідник А. Маджуга встановив компоненти культури здоров'я на рівнях: фізична культура, психологічна культура, сексуальна культура.

### Рівні культури
Культуру, як і будь-яке складне явище поділяють на ядро й периферію. Ядро — це сукупність усіх домінуючих рис, основоположних принципів. Забезпечує стійкість і стабільність структури. Периферія (риси і якості, що не є суттєвими при визначенні культури) дозволяють пристосуватися до змін навколишнього середовища.
Культуру можна поділити на три рівні: кумулятивний (накопичування всіх цінностей та досвіду), побутовий рівень (конкретне використання людьми результатів наукових та інших досягнень думки) та трансляційний рівень, що забезпечує взаємне проникнення попередніх двох рівнів.
Також можна поділити культуру на субстанційний рівень (ядро — норми культури, релігія, право) та функціональний (динамічніший, що забезпечує функціонування культури — табу, звички людини).

## Періодизація історії світової культури
Найпоширеніший тип періодизації — лінійна періодизація, під якою розуміють розчленування історико-культурного розвитку на відрізки, коли кожний наступний відрізок безпосередньо виростає з попереднього і має рівне з ним історичне значення. Світова культура поділяється на такі усталені хронологічні відрізки:
- культуру первісного суспільства (до 4 тис. років до н. е.),
- культуру Стародавнього світу (4 тис. до н. е — 5 ст. н. е.),
- культуру Середньовіччя (5-14 ст., див. також Європейська культура Середньовіччя);
- культуру Відродження, або Ренесансу (14—16 ст.);
- культуру Нового часу (кінець 16—19 ст.), що розпадається на три епохи — Реформації (початок 17 ст.), Просвітництва (17—18 ст.) та культуру 19 століття;
- культуру Новітнього часу (1914 — досі).

## Культура як система
Культура складається з взаємопов'язаних частин. Зміна одного елемента призводить до трансформації всієї системи. Таким чином, культура є відкритою системою, що розвивається сама по собі.
На відміну від XIX ст., коли еволюціоністи Тайлор та Фрейзер говорили про лінійний розвиток людства, сьогодні прийнято спіралеподібний синусоїдний розвиток культури.
Саморозвиток складної структури пояснює сучасна природознавча теорія синергетика (заснована Іллею Пригожиним). За цією теорією система може розвивається від хаосу до порядку, якщо її атрактор відповідає впорядкованому стану.
Також механізм саморозвитку культури можна пояснити за допомогою концепції М. С. Кагана, який вирішальним поняттям в цьому процесі вважав діяльність людини. Головною характеристикою людської діяльності, що принципово важлива для усвідомлення специфіки культури, є те, що людина спочатку визначає мету, а потім чинить певні дії. У процесі пізнання навколишнього світу й самого себе людина створює артефакти (будь-які досягнення людства) — це діяльність опредмечування, при якій ідеї втілюються в конкретних речах або явищах. Наступною стадією є предметне буття культури (об'єктивне існування артефактів), за цим — діяльність розпредмечування (нове покоління людей переосмислює досягнення пращурів, частково переймає їхній досвід). Після цього артефакти змінюють людину, що виступає вже як співучасник творення культури.
Культура є підсистемою буття («система природа-людина-культура»). Складність цієї системи полягає в тому, що людина поєднує в собі як природні характеристики, так і творчу діяльність. Людина не має своєї біологічної ніші й виживає тільки за рахунок культури. При тому, що людина живе за законами природи, культура не передається генетичним шляхом, кожне нове покоління людей має заново засвоювати цінності минулих.

## Культура і природа
Natura (від лат. nat — породжувати) — матеріальний світ, сукупність органічних та неорганічних матеріалів. У слов'янських мовах із XVIII ст. вживається слово «природа» (корінь — «род»).
Широко поширене визначення культури як другої природи (середовище, яке утворене людьми з метою самозбереження). Відповідно природу визначають як все, що не є результатом людської діяльності.
Російський філософ, культуролог М. С. Каган писав, що «культура постає перед нами…як особлива подоба природи, невідома їй самій, проте та, що реалізує закладені в ній можливості» Тобто людина перетворює, трансформує природні об'єкти, наприклад, виведення нових видів злаків, приручення тварин.
Природа стала першим предметом сакралізації (про це свідчать всі стародавні вірування: анімізм — віра в те, що всі навколишні об'єкти населені душами; фетишизм — наділення предметів надприродними якостями; тотемізм — віра в спорідненість людей із тотемом — твариною або рослиною.
У прадавні часи культура не відокремлювалася від природи, людина існувала з навколишнім середовищем у гармонії. У трактаті «Дао де дзін» давньокитайського філософа Лао-цзи (VI—V ст. до н. е.) утверджується правило, згідно з яким людина має слідувати своєму природному шляху й не порушувати споконвічних законів природи.
Проте співвідношення культури й природи сполучено з глибокими конфліктами, які почалися ще за існування стародавніх цивілізацій. Наприклад: існує версія, що найбільша пустеля Землі, Сахара, виникла як результат згубної людської діяльності — вирубки лісів та висушення озер (приблизно 3000 р. до н. е.).
В епоху Середньовіччя в Європі природа стає для людини джерелом гріховності, спокуси. Людина не поширює гармонію, а намагається подолати власну недосконалість.
Протиставлення природи й культури почало гостро сприйматися у XVIII ст. Жан Жак Руссо у праці «Роздум, що отримав премію Діжонської академії в 1750 р. на тему: Чи сприяв розвиток наук і мистецтв очищенню нравів», писав про негативний вплив цивілізації. Розвиток наук призвів до деградації моралі.
Проте загалом в епоху Просвітництва і в Новий час панувала точка зору про підкорення людиною природи.
Ставлення митців, художників до природи історично чергувалося приблизно наступним чином.
| Середньовіччя V—XV ст.                    | Епоха Відродження XV—XVI ст.                                                                        | Епоха Просвітництва XVII—XVIII ст. | Ідейний дух романтизму кінець XVIII — перша половина XIX ст. | Друга половина XIX ст. |
| ----------------------------------------- | --------------------------------------------------------------------------------------------------- | --- | --- | --- |
| Пейзаж зображується умовно                | Митці звертають увагу на природу, пейзаж стає реалістичним. Виникає пейзаж як окремий жанр живопису | Живописці працюють у майстерні, пейзаж стає умовним або ідеальним. Головними стають не природні бажання людини, а громадянський і державний обов'язок, зразкова мораль | Ідея повернення людини до природного стану, оспівування ідилічної природи. Природа — джерело оновлення душевних сил. Нереалістичний пейзаж, що передає почуття людини. | Барбізонська школа — вперше пишуть на пленері. Реалістичне зображення природи. Напрям реалізму — правдиве зображення як людської натури, так і об'єктивної дійсності. Імпресіонізм — зображують природу такою, якою її бачить людина |
| «Преображення Господнє», Новгород, XV ст. | «Преображення Господнє», Джованні Белліні, 1480—1485                                                | «Пейзаж із Поліфемом», Ніколя Пуссен, 1648 | «Чотири віки», Каспар Давид Фрідріх, 1833 | «Весняний пейзаж», Шарль-Франсуа Добіньї, 1862 |

Російський біолог, селекціонер Іван Мічурін писав: «Ми не можемо чекати милості від природи; взяти їх у неї — наша головна мета»
Питирим Сорокін виявляв зв'язок між природними умовами й соціальним, державним устроєм: демократія утверджується швидше в країнах, де для того існують природні перепони (північні країни — Швейцарія, Нідерланди), ніж там, де таких перепон не існує й панує монархія, вважав культуролог.
Микола Бердяєв вважав, що окремі риси природи характерні й для народу, який проживає в цій місцевості (наприклад, широта руської душі у зв'язку з неозорими просторами держави, степами й полями).
У 1866 р. німецький біолог Е. Геккель ввів термін «екологія» — наука про відношення живих організмів і навколишнього середовища. Д. С. Ліхачов — автор терміна «екологія культури». На початку XX століття виникає рух «космізму», представники якого (К.Ціолковський, В. Вернадський) розглядають Всесвіт як взаємопов'язану систему, а людство — як її елемент.
На початку XX століття Зиґмунд Фрейд приходить до висновку, що культура — механізм репресій, в людині органічно не можуть співіснувати соціальне й природне.
У XX столітті людина максимально віддаляється від свого природного стану: росте урбанізація населення, з'являються генна інженерія та репродуктивні технології; відбувається НТР, стрімко росте поширення Інтернету, що заміняє людині живе спілкування. Активно продовжується вирубка лісів, забруднення прісної води й вод Світового океану. Актуальність проблеми в Україні зросла після Чорнобильської катастрофи.
Ці процеси викликають у суспільстві зворотну реакцію: контркультура бітників і субкультура хіппі були спрямовані антисцієнтистські й антираціоналістично, виступали проти масової споживчої культури. Зростає популярність екопоселень, виникає зелений туризм.
Людство може розвиватися тільки в гармонії з природою.

## Культура та особистість
Людина — вищий рівень у розвитку живих організмів на Землі, суб'єкт суспільно-історичної діяльності і культури, тобто, з одного боку, це — біологічна істота, з іншого — творець специфічного світу, який є результатом творчої діяльності всього людства.
У процесі свого соціального розвитку людина проходить три стадії: індивідуальності, індивіда та особистості.
Індивідуальність людини проявляється на її біологічному рівні (кожна дитина народжується індивідуальною, неповторною).
Індивід — поняття, що вказує й на суспільні особливості людини — його персональний смак, інтереси та таланти.
Особистість — це стійка система соціально-значущих рис, які характеризують індивіда, вона є продуктом суспільного розвитку і включення індивідів в систему соціальних відносин шляхом предметної діяльності. За визначенням С. Рубінштейна, особистість  — це «конкретний, історичний, живий індивід, включений в реальні відносини до реального світу. Значущими, визначальними, головними для людини в цілому є не біологічні, а суспільні закономірності його розвитку» Особистість — активний соціальний елемент, що здатен конструктивно змінювати не тільки своє життя, але й життя навколишніх людей.
До культурно-історичних якостей особистості належить здатність судження як основа інтелектуальної культури, моральна рефлексія і совість як обов'язкові складові етичної культури особистості, смак як специфічна здатність, що лежить в основі естетичної культури особистості і суспільства, пам'ять і традиції як умова і потреба міжособистісного спілкування, моральність і право як регулятиви поведінки людей і гаранти забезпечення їх безпеки.
Моральна рефлексія — якісна характеристика особистості, здатної осмислити і оцінити власні вчинки. Моральна рефлексія є характерною рисою високорозвиненої особистості, оскільки вона є вираженням потреби людини у самооцінці (в тому числі, і у вигляді самопокарання). Другою складовою моральної рефлексії (крім здатності судження) є совість: здатність особистості здійснювати етичний самоконтроль. Совість стає вирішальною особистісною якістю, коли людина потрапляє в ситуацію вибору.
Чим більше суспільно-культурного досвіду набуває людина, тим більш вона значуща як особистість. Людина виступає одночасно і творцем, і творінням, і транслятором культури.
Людина як продукт культури є свідомим суспільним творінням. Людина проходить процеси інкультурації та соціалізації. Інкультурація — процес, у ході якого індивід засвоює традиційні способи мислення та дій, що характерні для культури, до якої він належить.
Соціалізація — прилучення людини до системи цінностей та норм, що прийняті в культурі. Проходить у кілька етапів (доморальний етап, первісний — відбувається в родині, характеризується домінуванням зовнішнього впливу; етап умовної моральної свідомості, другий — вхід людини до несімейного колективу — школа, професійна група; етап автономної моральної свідомості — людина приймає норми й цінності суспільства, в якому мешкає; етап повторної соціалізації, ресоціалізація — відбувається в разі важливої життєвої зміни, людина відступає від прийнятих норм або засвоює нові цінності).
Процес формування людини не закінчується з досягненням повноліття, він продовжується протягом всього життя. Синтез культурного ідеалу, соціальної «ролі», суб'єктивного та об'єктивного «я» складає сутність та зміст особистості.

## Культура та суспільство
Людина є соціальною істотою, поза людським середовищем повноцінно розвиватися не здатна. Культура та суспільство — взаємопов'язані елементи, що не можуть існувати окремо один від одного. Пращури homo sapiens змогли вижити завдяки примітивній соціальній організації, поєднанню зусиль й передачі інформації негенетичним чином (останнє й відрізняє людину від інших тварин). При цьому існує точка зору, прихильники якої вважають суспільство ширшим поняттям, ніж культура, оскільки культура виникла як вдоволення соціальних потреб людини. Також історія суспільства охоплює всі події й досягнення людства, тоді як культура не має містити негативних, деструктивних явищ (наприклад: війна).
Взаємний зв'язок культури й суспільства підкреслювали етнографи, культурологи, психоаналітики. Так, Едвард Тайлор визначав культуру як комплекс, що включає знання, вірування, мистецтво, закони, мораль, звичаї й інші здібності й звички, які людина здобула як член суспільства. Хосе Ортега-і-Гассет писав, що культура — це біологічні потенції, яким ми надаємо соціальний напрям. К. Г. Юнг визначав культуру як форми поведінки, звичні для групи, спільноти людей, соціуму, що має матеріальні й нематеріальні риси.

## Значення, норми та артефакти
Інший загальноприйнятий спосіб розуміння культури — розглядати її як сукупність трьох елементів: цінностей (ідей), норм (поведінки) та артефактів (предметів, або матеріальної культури). Цінності — уявлення про те, що в житті є важливим. Цінності скеровують інші складові культури. Норми — це очікування того, як людина поводитиметься в різних ситуаціях. Кожна культура має різні методи (санкції) приведення норм у дію. Санкції змінюються в залежності від важливості норм. Норми, які суспільство офіційно проводить в життя, називаються законами. Артефакти — третя складова культури — походять з культурних норм та цінностей.

## Субкультура, контркультура
Див.також: Контркультура, Контркультура 60-тих, Субкультура
Культура — абстрактне поняття, воно охоплює конкретні об'єднання людей на основі єдиних цінностей — субкультури.
Субкультура — конкретна форма буття загальнолюдської культури, сукупність символів, ідей, переконань, цінностей, прикладів поведінки, що розділяються членами соціальної групи. Окремі культурні прошарки народжуються завдяки оновленню інформації в процесі зміни поколінь. Оскільки субкультури відображають позицію частини суспільства по відношенню до суспільства в цілому, вони часто викривають процеси домінування та протидії.
Поняття «субкультура» також вживається як пояснення феномену молодіжних угрупувань у XX—XXI столітті (наприклад: хіппі, готична субкультура, субкультура футбольних вболівальників, байкерство і т. д.)
Термін «контркультура» належить американському соціологу Т. Роззаку, що в 1960-х позначив ним духовні впливи, направлені проти головної культури (по відношенню до руху бітництва). Контркультура — ідейна течія і соціальний рух, в основному молодіжний, має політичний напрям і спрямований проти масової культури. Яскраво проявляється антисцієнтистський напрям, використання нетрадиційного мистецтва, релігійних культів та містики. Психологи пов'язують контркультури XX ст. зі становленням нової чуттєвості, з вивільненням підсвідомих бажань, що непрямо стало результатом індивідуальної та колективної підсвідомості. Хоч контркультура прагне до деідеологізації та повної перебудови засад суспільства, близька до анархізму, не слід плутати контркультуру й антикультуру (заперечення культури як явища).

## Національна культура
Термін етнос походить від грецького народ. Стародавні етноси будувалися на основі кровно-родинних зв'язків, на єдності території проживання, мови та традицій. Нація — ширше поняття, що ґрунтується на державному устрої. «Енциклопедичний словник з культурології» 1997 року визначає національну культуру як різновид субкультури — сукупність символів, вірувань, переконань, цінностей, що характеризують духовне життя людей певної держави, країни. У державі можуть співіснувати різні етноси.
Етнічна культура виступає джерелом народної творчості. Вона консервативна й традиційна. При цьому культура нації знаходиться в постійному русі. Чим більше національна культура відкрита для конструктивних контактів із іншими культурами, тим більш вона розвинена.
Проблема визначення національного характеру, розшифрування культурного генофонду народів постала в часи Просвітництва й продовжує бути актуальною, багатоаспектною і нерозв'язаною до сьогодні.
Поняття «національний характер» включає в себеохоплює і психічні особливості, які відрізняють представників даної нації від іншого людства, і особливий склад мислення, який «прочитується» в культурі даного народу. Так, «Фауст» Гете був відображенням, з одного боку, духу епохи, з іншого боку — німецького духу.
Існує поняття етнокультурного стереотипу як узагальненого уявлення про типові риси, що характеризують який-небудь народ. Це або автостереотипи (те, що думають люди про свій народ), або гетеростереотипи (те, що люди думають про інші народи). Іноді вони збігаються, іноді суперечать одні одним. «Англійська манірність», «французька галантність», «німецька мрійність», «німецький педантизм», «російське „авось“», «африканський темперамент», «китайські церемонії», «українська господарність» — всі ці й безліч інших уявлень складають поле етнокультурних стереотипів європейців, американців, китайців, українців, японців, росіян.
Діалог культур — термін, введений М. Бахтіним. Для пояснення процесів комунікації між двома культурами, вивів формулу «адресант-адресат-код». Першою стадією гармонійного співіснування різних культур можна вважати толерантність (терпимість), другою — власне діалог культур (взаєморозуміння й обмін досвідом). Діалог культур не призводить до зникнення однієї з них, оскільки кожна культура має свою унікальну специфіку. Діалог культур можливий тільки на основі єдиних цінностей. Для налагодження діалогу культур державами застосовується культурна дипломатія.

## Культура і цивілізація
Цивілізація — система засобів функціонування людини, суспільства, що створюється в ході культурного процесу.
У різні історичні епохи значення поняття «цивілізація» відрізнялося. В епоху Просвітництва під ним розуміли покращення моралі, мистецтва, науки й філософії. Поль Анрі Гольбах (1723—1789) писав про «цивілізацію народів», маючи на увазі процес покращення їхнього життя.
У XIX столітті під цивілізацією стали розуміти стан суспільства, що вже досягнутий. Російські «західники» («рос. западники») Т. М. Грановський, П. Я. Чаадаєв ототожнювали цивілізацію із західною цивілізацією, хоча при цьому визнавали єдність історичного процесу.
Льюїс Морган, Фрідріх Енгельс розглядали цивілізацію як ступінь соціального процесу, наступну за дикістю та варварством. На цьому ступеню виникають різні форми суспільства, тому в науці утверджується існування різних цивілізацій.
Наприкінці XIX століття окремі вчені приходять до критики європейської цивілізації, виникає тенденція протиставляти культуру й цивілізацію. Серед них був Освальд Шпенглер («Занепад Європи»), Герберт Маркузе (1898—1979) (представник Франкфуртської школи, що виступала проти засад європейської держави, проти культури буржуазного суспільства). У цьому разі культура сприймається як сукупність духовних цінностей і норм, внутрішня складова, а цивілізація — як оболонка культури, її зовнішній розвиток, ступінь технологічного розвитку. Георг Зіммель (1858—1918) називав цивілізацію матеріальною, утилітарно-технологічною стороною суспільства, що протистоїть культурі як сфері духовності, творчості й свободи.
Арнольд Тойнбі майже зводив поняття «цивілізації» та «культури» (розумів під ними типи суспільств, що виступають в історичному процесі як самостійні соціокультурні світи). Розглядав двадцять одну цивілізацію (західну, руську й візантійську, іранську, арабську, індійську, дві далекосхідні, античну, сирійську, цивілізацію Інда, китайську, мінойську, шумерську, хеттську, вавилонську, андську, мексиканську, юкатанську, майя, єгипетську). Процес розвитку цивілізації пояснюється за допомогою концепції «Виклику-Відповіді».
Американський теоретик Самуель Гантінгтон визначив цивілізацію як культурну спільноту найвищого рівня.
Типи цивілізацій:
1). За економічним устроєм — Карл Маркс виокремлював рабовласницьку, феодальну, капіталістичну й соціалістичну суспільно-економічні формації;
2). аграрна (патріархальна, традиційна), індустріальна, постіндустріальна й інформаційна цивілізації;
3). Метакультури: європейська, східна, американські доколумбові цивілізації
Панславіст М. Я. Данилевський виділяв 13 культурних типів або «самобутніх цивілізацій» (серед них єгипетсько-китайська, ассиро-вавилонська, індійська, іранська, єврейська, грецька, римська, аравійська (новосемітична), романо-германська, перуанська). головним критерієм вважав сполучення чотирьох елементів: релігійного, культурного, політичного й суспільно-економічного. Слов'янська цивілізація, яка народиться тільки в майбутньому, як вважав учений, може стати першою цивілізацією, що включить в себе всі чотири елементи. Данилевський писав, що кожна цивілізація проходить чотири етапи: підсвідомий, період державного становлення, розквіту й кінцевий («апатія»).

## Культура як сукупність текстів, мови культури
Ресурсом культури виступає інформація (знання про будь-що). Інформація поступово втрачає свою актуальність, тому має поновлюватися з кожним новим поколінням. Переосмислення інформації забезпечує функціювання культури як системи, що розвивається сама по собі.
Носієм інформації виступає текст. Текст — це послідовна взаємопов'язана система знаків, що має цілісність та оформлення. Інформацію несуть всі артефакти, норми і цінності людини, тому текст в культурології — широке поняття.
Мова — це система знаків. Мова культури — це її символічний код. Код мови — правило, алгоритм зіставлення кожному конкретному повідомленню комбінації слів або знаків.
Для кожної культури мова унікальна, проте використовує однотипні знаки й знакові системи, що утворюють семіотичне поле культури.
Виділяють конвенційні й неконвенційні знаки:
1). Неконвенційні (природні) знаки — це явища природи, що розглядаються як носій інформації й вказують людині на інший предмет або явище. Грали особливу роль у житті давньої людини (рахування років за Місяцем та Сонцем, орієнтування в просторі за допомогою зірок). Системи природних знаків використовуються в науці, наприклад, в діагностуванні захворювання.
2). Конвенційні знаки — умовні сигнали, для розуміння яких існує домовленість між людьми. Наприклад: зелене світло на світлофорі. Виокремлюють також сигнали, образи, індекси і символи. Сигнали — знаки попередження; образи — це чуттєво-конкретне повторення людиною явищ.
Основою мови культури є символи, які мають кілька рівнів розуміння. Символ не просто вказує на інший предмет, а розкриває його сутність. Символ може викликати безліч асоціацій. Аристотель зводив символ до знаку, Платон вважав, що символ поєднує собою раціональний та ірраціональний світи.
Юрій Лотман вважав символ механізмом культурної пам'яті, елементом культурного простору, в якому інформація зберігається в згорнутому вигляді.
Вербальні звукові системи — це природні знаки. Поза мовою існування культури неможливе. Частиною культури стає тільки те, що висловлене вербально. Мова — це система знаків, що історично склалася та є фундаментом культурного життя народу.
Гіпотеза Сепіра-Ворфа свідчить про те, що мовні структури впливають на процеси мислення людини, на сприйняття зовнішнього світу. Мова є інститутом культури й виконує роль посередника між індивідуальним мисленням людини та життям соціуму, тому мова визначає тип мислення й поведінки в даному суспільстві.
В художньому тексті мова виконує також естетичну функцію. Знакові системи запису пройшли еволюцію від предметного письма, піктографії та ідеографічного письма — ієрогліфи- до сучасного типу письмового запису.

### Семіотика культури
Термін «семіотика культури» свідчить про культуру як знакову систему, а про культурні явища як тексти, що несуть певну інформацію і мають сенс. М. С. Каган вважав, що культура «по суті своїй поліглотна». Кожна мова культури має свої унікальні особливості й не може бути переведена в повній мірі ні на жодну іншу мову.
Витоки семіотики культури слід шукати в школі структуралізму. Структуралізм — філософська й культурологічна школа початку XX століття, основи якої заклали К. Леві-Строс, Ж. Лакан та М. Фуко. Ці вчені висунули завдання подолати описовість при аналізі культури, поширити на гуманітарне знання методи точних природознавчих наук (математичне моделювання, комп'ютеризацію та інше). Метою структуралізму було виявити структури, сукупності відносин між частинами цілого. Основні структури, що регулюють духовно-творчу діяльність людини, діють підсвідомо. Первинною структурою культури є знакова система. Простою та універсальною знаковою системою є мова. Французький вчений Клод Леві-Строс вивчав культурне життя диких племен і встановив, що соціальні й культурні правила (шлюб, термінологія близькості людей, тотемні відносини, міфологія та ін.) можна сприймати як мови, оскільки в кожній з цих сфер відбувається обмін інформацією, для розуміння якої необхідний код.
У 1970-ті роки виникає «постструктуралізм» — школа, представники якої також визнавали існування структур, проте своїх попередників, структуралістів, звинувачували в догматичності. Е. Морен, Ж. Бодрійяр, Ж. Дерріда, Р. Барт вважали, що структури децентралізовані.
Ролан Барт в есе «Смерть автора» пише: попри те, що автор досі виступає головним елементом літератури, його роль стрімко зменшується. Першим це зрозумів Малларме, який гадав, що не автор, але сама мова художнього твору розповідає щось читачеві. Особистість автора десакралізується, на перший план виходить сам текст. Тепер текст створюється й читається таким чином, що присутність в цьому процесі особистості автора мінімізована. Текст — не лінійний ланцюг слів, що мають теологічний сенс (передача сакральної інформації від Бога до людей), а багатомірний простір, де одночасно сперечаються безліч людей, поєднуються тисячі інших літературних джерел. Єдиної точки зору на текст не може існувати (це відповідає загальному характерові постмодерну — відмови від авторитетів). Вся інформація й посилання, що вступають один із одним в стосунки діалогу, пародії або суперечки, поєднуються в одній особі — в особі читача. Читач — це людина без психології і без історії, що лише зводить дану їй інформацію в одне ціле.
Семіотика — наука, що вивчає характеристика знаків та знакових систем. Поділяється на дві школи: французьку (основи заклали Чарльз Пірс, Фердинанд де Сосюр) і тартусько-московську (голова — Ю. М. Лотман).